# مری استوارت اسمیت
مری استوارت هریسون اسمیت (به انگلیسی: Mary Stuart Harrison Smith؛ ۱۰ فوریه ۱۸۳۴. – ۸ دسامبر ۱۹۱۷) نویسنده، مترجم و مدافع زنان آمریکایی بود. کتاب آشپزی ویرجینیا (۱۸۸۵) یکی اولین از کتاب‌های آشپزی مدرن آمریکا اثر اوست. او علاوه بر سایر آثار تالیفی‌اش، بیش از پنجاه اثر ترجمه شده، عمدتاً از آلمانی به انگلیسی، منتشر کرده است. او از نوادگان خانواده هریسون ویرجینیا بود و همچنین نقدهای متعددی بر نشریات مختلف نوشت.
اسمیت در سال ۱۸۹۳، در کنگره جهانی شیکاگو برای حقوق زنان شرکت کرد و در آنجا به نمایندگی از زنان ویرجینیا سخنرانی کرد. دو سال بعد در میان زنانی حضور پیدا کرد که فرماندار ویرجینیا از آنها به نمایندگی از کارگران زن مشترک المنافع در کنوانسیون هیئت زنان در نمایشگاه بین‌المللی آتلانتا دعوت کرد.
نقشی در کلیسای کوچک دانشگاه ویرجینیا به اسمیت تقدیم شده است - او احتمالاً در آن زمان ساکن پردیس بوده و در تأمین مالی و ایجاد کلیسا مشارکت داشته است.

## اوایل زندگی و خانواده
اسمیت در ۱۰ فوریه ۱۸۳۴ در دانشگاه ویرجینیا در شارلوتزویل متولد شد. او دومین فرزند پروفسور گسنر هریسون و همسرش الیزا لوئیس کارتر تاکر بود. پروفسور هریسون پسر دکتر پیچی هریسون و مری (با نام خانوادگی استوارت) بود. دکتر هریسون یک پزشک و سیاستمدار در هریسونبرگ بود. الیزا تاکر دختر پروفسور جورج تاکر و ماریا بال کارتر بود.
اسمیت درس‌هایش را از معلمان خصوصی و خانوادگی‌اش آموخت - پدربزرگ فلسفه و پدرش زبان‌های باستانی را به وی یاد دادند. اسمیت زبان‌های لاتین، آلمانی، فرانسوی، ایتالیایی و یونانی را فرا گرفت و از سن ۱۳ سالگی به شعر و شاعری علاقه‌مند شد.
او در ۳۱ ژوئیه ۱۸۵۳، با فرانسیس اچ. اسمیت (۱۸۲۹–۱۹۲۸)، پسر دنیل گرو اسمیت و النور باکی ازدواج کرد. شوهرش استاد و رئیس دانشکده دانشگاه بود. آنها به مدت ۶۹ سال در پردیس دانشگاه اقامت داشتند.
اسمیت‌ها علاوه بر چهار فرزندی که در دوران نوزادی مردند، هشت فرزند داشتند:
- الیزا لوئیس کارتر - درگذشت ۱۸۸۰. با ویلیام دبلیو واکر ازدواج کرد
- النور آنابل - ازدواج اول، فیلدینگ مایلز، ازدواج دوم، دکتر چارلز دبلیو کنت
- للیا ماریا - پرتره نگار؛ با لوسین کوک ازدواج کرد
- گسنر هریسون-۱۸۶۱–۱۸۹۲
- جرج تاکر، دکتر - دریاسالار عقب، USN; در سال ۱۹۳۹ درگذشت
- مری استوارت - درگذشت ۱۹۰۰
- النور روزالی-۱۸۷۰–۱۹۵۶; با دکتر اسحاق کارینگتون هریسون ازدواج کرد
- جیمز دانکن-۱۸۷۹–۱۹۳۴; پرتره نگار

## حرفه

### آثار اصلی
پس از جنگ داخلی آمریکا، علاقه نوپای اسمیت به نویسندگی با هنر خانه‌داری او در سال ۱۸۷۸ چهره عمل پیدا کرد. این اثر اولین بار به عنوان مجموعه‌ای از مقالات در بازار مد نیویورک ظاهر شد. اولین کتاب اصلی او وارثان پادشاهی در سال ۱۸۸۰ در نشویل منتشر شد که جایزه‌ای به ارزش ۳۰۰ دلار توسط یک کمیته انتخاب برای آن دریافت کرد.

این خطر وجود دارد که ترکیب بسیاری از غذاهای عالی به فراموشی سپرده شود.

کتاب آشپزی ویرجینیا (1885)
کتاب آشپزی ویرجینیا او یکی از کتاب‌های مدرن در ژانر خودش بود.  اسمیت انگیزه اصلی خود را از این کتاب «اقدام سریع» برای «حفظ نهادها و دانش‌های قدیمی رو به نابودی» بیان می‌کند. او در مقدمه به نیاکان خود در آشپزی احترام گذاشت و گفت: «کافی است که کتاب آشپزی ویرجینیا در قفسه کتاب خانه هر خانه‌داری در کنار کارهای مشابهش یعنی آثار خانم لسلی، خانم ماریون هارلند، خانم هندرسون و خانم هیل جای خود را بگیرد». اسمیت همچنین بر اینکه کتابش «یادگاری از گذشته، و همچنین کمکی در زمان حال» هست، تأکید کرد؛ او همچنین از کتاب خانه‌دار ویرجینیا (1824) اثر مری راندولف، که در آن زمان هیچ نسخه معتبری از آن وجود نداشت، تمجید کرد. اسمیت سپس مقدمه کتاب راندولف را که پدربزرگ اسمیت، پروفسور تاکر برای آن خانم نوشته بود، در ادامه اثر خود نگاشت. 

## بنای یادبود دانشگاه ویرجینیا
جامعه مسیحی دانشگاه ویرجینیا از اسمیت به خوبی یاد می‌کند. یک پنجره با نقاشی ویترای در اندازه ۴٫۰ متر (۱۳ فوت) در بالای نمازخانهٔ کلیسای دانشگاه به او تقدیم شده است.  ارتباط اسمیت با کلیسای کوچک به شکل دیگری مستند نیست. سابقه بودجه اولیه و ساخت کلیسا، که مصادف با اقامت مادام‌العمر اسمیت در پردیس است، نشان می‌دهد که در سال ۱۸۸۳ انجمن کمک به نمازخانهٔ بانوان، قبل از گذاشتن سنگ بنای کلیسا در سال ۱۸۸۵ و تکمیل آن در سال ۱۸۸۹، تشکیل شده بوده. طبق سوابق کتابخانه دانشگاه: «در نهایت در دهه ۱۸۸۰ پس از یک ایجاد و تلاش‌های موفقیت‌آمیز کمپینی به رهبری زنان که به نیازهای معنوی جامعه دانشگاه اختصاص یافته بودند، یک کلیسای کوچک در زمین ساخته شد." سوابق کتابخانه همچنین نشان می‌دهد که کل بودجه جمع‌آوری شده حدود ۳۶۰۰۰ دلار بوده است.
اسمیت به همراه همسرش در گورستان دانشگاه به خاک سپرده شد. 